# Campeonato Europeo de Gimnasia Artística de 2016
El XXXII Campeonato Europeo de Gimnasia Artística se celebró en Berna (Suiza) entre el 25 de mayo y el 5 de junio de 2016 bajo la organización de la Unión Europea de Gimnasia (UEG) y la Federación Suiza de Gimnasia.
Las competiciones se realizaron en la PostFinance-Arena de la capital helvética.

## Calendario
| Mayo de 2016      | 25 | 26 | 27 | 28 | 29 |
| ----------------- | -- | -- | -- | -- | -- |
| Clasificación     |    | ●  |    |    |    |
| Equipos           |    |    |    | ●  |    |
| Suelo             |    |    |    |    | ●  |
| Caballo con arcos |    |    |    |    | ●  |
| Anillas           |    |    |    |    | ●  |
| Salto             |    |    |    |    | ●  |
| Paralelas         |    |    |    |    | ●  |
| Barra fija        |    |    |    |    | ●  |

| Junio de 2016       | 01 | 02 | 03 | 04 | 05 |
| ------------------- | -- | -- | -- | -- | -- |
| Clasificación       |    | ●  |    |    |    |
| Equipos             |    |    |    | ●  |    |
| Salto               |    |    |    |    | ●  |
| Asimétricas         |    |    |    |    | ●  |
| Barra de equilibrio |    |    |    |    | ●  |
| Suelo               |    |    |    |    | ●  |

## Resultados

### Masculino
| Evento                       | Oro | Plata                                                                                      | Bronce                                                                                             |
| ---------------------------- | --- | ------------------------------------------------------------------------------------------ | -------------------------------------------------------------------------------------------------- |
| Suelo (29.05)                | Nikita Nagorny · Rusia · 15,566 pts.                                                                      | Marian Drăgulescu · Rumania · 15,333 pts.                                                  | Alexander Shatilov Israel 15,300 pts.                                                              |
| Caballo con arcos (29.05)    | Harutiun Merdinian Armenia 15,366                                                                         | David Beliavski · Rusia · 15,233                                                           | Christian Baumann · Suiza · 14,900                                                                 |
| Anillas (29.05)              | Eleftherios Petrunias · Grecia · 15,866                                                                   | Vahagn Davtian · Armenia · Denis Abliazin · Rusia · 15,633                                 | —                                                                                                  |
| Salto de potro (29.05)       | Oleh Verniayev · Ucrania · 15,399                                                                         | Artur Davtian · Armenia · Marian Drăgulescu · Rumania · 15,316                             | —                                                                                                  |
| Paralelas (29.05)            | David Beliavski · Rusia · 16,033                                                                          | Oleh Verniayev · Ucrania · 15,716                                                          | Marcel Nguyen · Alemania · 15,566                                                                  |
| Barra fija (29.05)           | Nile Wilson Reino Unido 15,300                                                                            | Kristian Thomas Reino Unido 15,000                                                         | David Beliavski · Rusia · 14,941                                                                   |
| Concurso por equipos (28.05) | Denis Abliazin · David Beliavski · Nikita Ignatiev · Nikolai Kuksenkov · Nikita Nagorny · Rusia · 271,378 | Daniel Purvis Louis Smith Kristian Thomas Courtney Tulloch Nile Wilson Reino Unido 268,427 | Christian Baumann · Pablo Brägger · Benjamin Gischard · Oliver Hegi · Eddy Yusof · Suiza · 263,278 |

### Femenino
| Evento                       | Oro | Plata                                                                                          | Bronce                                                                             |
| ---------------------------- | --- | ---------------------------------------------------------------------------------------------- | ---------------------------------------------------------------------------------- |
| Salto de potro (05.06)       | Giulia Steingruber · Suiza · 14,983 pts.                                                                         | Elissa Downie Reino Unido 14,933 pts.                                                          | Xeniya Afanasieva · Rusia · 14,699 pts.                                            |
| Barras asimétricas (05.06)   | Rebecca Downie Reino Unido 15,500                                                                                | Daria Spiridonova · Rusia · 15,466                                                             | Aliya Mustafina · Rusia · 15,100                                                   |
| Barra (05.06)                | Aliya Mustafina · Rusia · 15,100                                                                                 | Marine Boyer Francia 14,600                                                                    | Cătălina Ponor · Rumania · 14,266                                                  |
| Suelo (05.06)                | Giulia Steingruber · Suiza · 15,200                                                                              | Elissa Downie Reino Unido 14,566                                                               | Cătălina Ponor · Rumania · 14,466                                                  |
| Concurso por equipos (04.06) | Xeniya Afanasieva · Anguelina Melnikova · Aliya Mustafina · Daria Spiridonova · Seda Tutjalian · Rusia · 175,212 | Elissa Downie Rebecca Downie Claudia Fragapane Ruby Harrold Gabrielle Jupp Reino Unido 170,312 | Marine Boyer Marine Brevet Loan His Oréane Lechenault Alison Lepin Francia 168,496 |

## Medallero
| Núm. | País        | Oro | Plata | Bronce | Total |
| ---- | ----------- | --- | ----- | ------ | ----- |
| 1    | Rusia       | 5   | 3     | 3      | 11    |
| 2    | Reino Unido | 2   | 5     | 0      | 7     |
| 3    | Suiza       | 2   | 0     | 2      | 4     |
| 4    | Armenia     | 1   | 2     | 0      | 3     |
| 5    | Ucrania     | 1   | 1     | 0      | 2     |
| 6    | Grecia      | 1   | 0     | 0      | 1     |
| 7    | Rumania     | 0   | 2     | 2      | 4     |
| 8    | Francia     | 0   | 1     | 1      | 2     |
| 9    | Alemania    | 0   | 0     | 1      | 1     |
| 9    | Israel      | 0   | 0     | 1      | 1     |
|      | TOTAL       | 12  | 14    | 10     | 36    |